# Narvikskölden
Narvikskölden (tyska Narvikschild) var en tysk militär utmärkelse som tilldelades soldater som hade deltagit i slaget om Narvik år 1940. Narvikskölden instiftades av Adolf Hitler den 19 augusti 1940 och förärades 8 577 mottagare.
På skölden återfinns en edelweissblomma som symboliserar bergsjägarna under Eduard Dietls befäl, ett ankare för Friedrich Bontes jagare och en propeller för de Luftwaffe-enheter som deltog i slaget.

### Webbkällor
- ”Narvik Shield” (på engelska). Wehrmacht-Awards.com. Arkiverad från originalet den 7 december 2012. https://www.webcitation.org/6CjdlZgEB?url=http://www.wehrmacht-awards.com/campaign_awards/shields/narvik.htm. Läst 7 december 2012.